# Accordion Player
Accordion Player é um filme mudo britânico em curta metragem de 1888, um dos mais antigos de que se tem conhecimento na história do cinema, tendo sido dirigido pelo inventor francês Louis Le Prince.
O último filme restante, feito com a câmera de lentes simples de Louis Le Prince, é uma sequência de frames de seu filho Adolphe tocando um acordeon. Foi filmado nas escadas da casa de Joseph Whitley, sogro de Louis e avô materno de Adolphe. A data provável de gravação é 1888. 
O National Media Museum, da Inglaterra, que possui uma cópia dos frames originais, não remasterizou este obra. No entanto, uma remasterização amadora dos primeiros 17 frames pode ser encontrada no YouTube.

## Elenco
- Adolphe Le Prince ... ele mesmo

## Ligações Externas

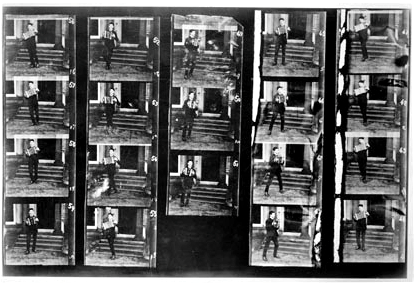
Filme não remasterizado, cópia dos frames originais de 1888 (20 frames, 41~59) do National Media Museum, Bradford)

- Accordion Player. no IMDb.

.